# Virus de la ruptura del tulipán
El virus de la rotura del tulipán es uno de los cinco virus vegetales de la familia Potyviridae que causan la rotura del color de las flores del tulipán. Estos virus infectan a plantas de sólo dos géneros de la familia Liliaceae: tulipanes (Tulipa) y lirios (Lilium).
También conocido como virus de la raya del lirio, virus del mosaico del lirio o simplemente TBV, el virus de la rotura del tulipán es más famoso por sus dramáticos efectos sobre el color del perianto del tulipán, un efecto muy buscado durante la «manía del tulipán» holandesa del siglo XVII.
El virus de la rotura del tulipán es un potyvirus. En 1971 se descubrió una relación serológica lejana entre el virus de la rotura del tulipán y el virus del grabado del tabaco.
El virus de la ruptura del tulipán (TBV), el virus de la ruptura de la copa del tulipán (TTBV), el virus de la ruptura del tulipán (TBBV), el virus de la ruptura del tulipán Rembrandt (ReTBV) y el virus del moteado del lirio (LMoV) han sido identificados como potyvirus mediante serología y reacción en cadena de la polimerasa (PCR) específica de potyvirus. Además, el análisis de la secuencia de fragmentos de ADN amplificados los ha clasificado como virus o cepas distintos; recientemente se ha descubierto que el TTBV está relacionado con el virus del mosaico del nabo.

## Efectos del virus
El virus infecta el bulbo y hace que el cultivar «rompa» su cerradura en un solo color, dando lugar a intrincadas barras, rayas, vetas, plumas o efectos de llama de diferentes colores en los pétalos. Estos síntomas varían en función de la variedad de la planta y de la edad en el momento de la infección. Los distintos tipos de abigarramiento del color dependen de la variedad de tulipán y de la cepa del virus. La variegación del color está causada bien por un desvanecimiento local, bien por la intensificación y sobreacumulación de pigmentos en las vacuolas de la capa epidérmica superior debido a la distribución irregular de la antocianina; esta fluctuación de la pigmentación se produce después de que se haya desarrollado el color normal de la flor. Dado que cada superficie externa se ve afectada, ambos lados del pétalo suelen mostrar patrones diferentes.
En las especies de lirios, el virus causa un moteado o estriado de leve a moderado en las hojas unas dos semanas después de la inoculación, y luego hace que la planta produzca hojas y flores distorsionadas.
El virus también debilita el bulbo y retrasa la propagación de la planta mediante crecimientos compensados; a medida que avanza en cada generación, el bulbo se atrofia y debilita. Al final no tiene fuerza para florecer y se rompe o se marchita, poniendo fin a la línea genética. Por esta razón, los ejemplos más famosos de tulipanes procedentes de bulbos con ruptura de color, el Semper Augustus y el Viceroy, ya no existen.

## Historia

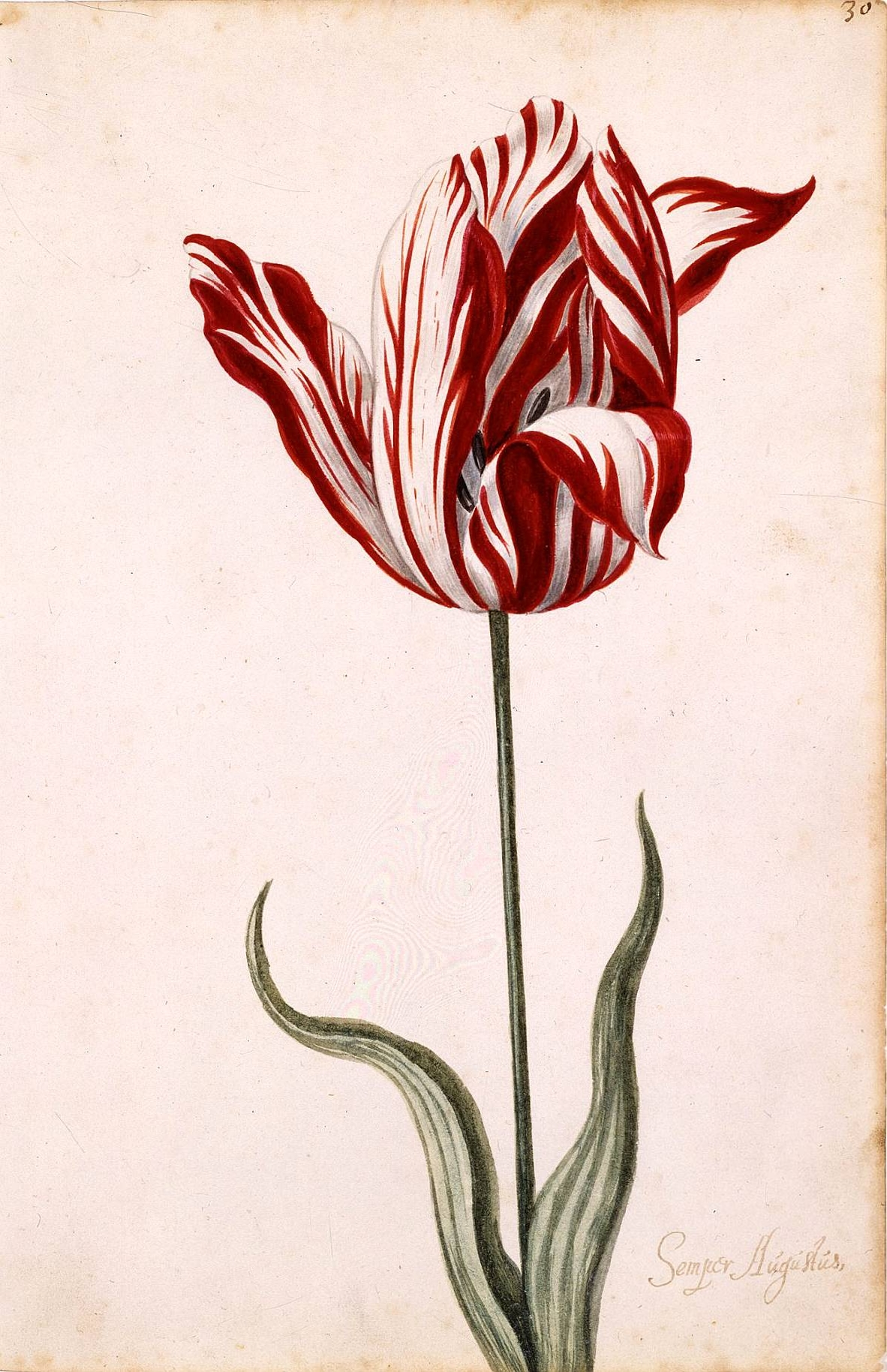
Dibujo al gouache sobre papel, anterior a 1640, del Semper Augustus, famoso por ser el tulipán más caro vendido durante la manía de los tulipanes. Los efectos del virus de la rotura del tulipán se aprecian en las llamativas vetas de blanco en sus pétalos rojos.

Aunque durante mucho tiempo se pensó que era el virus vegetal más antiguo registrado, ahora se cree que el TBV ocupa el segundo lugar; la referencia más antigua a una clorosis foliar inducida por un virus (posiblemente el virus del grabado del tabaco) se registró en Japón en el año 752 d. C.
La sintomatología de «rotura» fue descrita por primera vez en 1576 por Carolus Clusius, un profesor flamenco de Botánica en Leiden, que observó la variegación o “rectificación”, denominada así porque se creía que con la producción compensada de una floración «rota» completamente nueva la planta se estaba destilando, o rectificando, a sí misma en una forma de vida pura.
Las observaciones de Clusius continuaron; en 1585, fue el primero en observar que las plantas «rotas» también degeneraban lentamente. «... todo tulipán que cambia de este modo su color original suele arruinarse después y no quiere más que deleitar los ojos de su amo con esta variedad de colores antes de morir, como si quisiera darle un último adiós». No se sabía que el virus era el responsable de este efecto, por lo que durante siglos los criadores creyeron que eran las condiciones ambientales las que atenuaban el bulbo y provocaban que los tulipanes de un solo color se rompieran y se rayaran. Intentaron inducir la «rectificación» mediante cambios frecuentes de tierra (que hacían que el bulbo se volviera semilla); variando la profundidad de plantación para que la planta tuviera que esforzarse en demasiada o poca tierra; aplicando demasiado o demasiado poco estiércol; utilizando tierra demasiado pobre o demasiado rica; o almacenando los bulbos en condiciones expuestas para que «actuaran» sobre ellos la lluvia, el viento, el sol y las temperaturas extremas. Sin embargo, ya en 1637 los cultivadores holandeses fueron capaces de producir nuevas variedades rotas mediante el injerto de bulbos, combinando bulbos «rotos» infectados por el virus con bulbos sanos que producían flores de color uniforme.
A finales del siglo XVIII, la idea de que la «rotura» en los tulipanes era una manifestación de algún tipo de trastorno crónico o debilidad en el bulbo era ciertamente considerada entre los botánicos; pero se seguía creyendo más o menos que las condiciones ambientales adversas eran las culpables. Un comentario de William Hanbury en 1770 decía que: «Todas las variegaciones son enfermedades en una planta y nada es tan apropiado para provocarlas como un defecto en el nutrimento» confirma esta actitud general. Dada la falta de conocimientos sobre las enfermedades infecciosas humanas en esa época (y hasta bien entrado el siglo XIX), no se trataba de una conclusión insólita, pero lo sorprendente es que, aunque la enfermedad del mosaico del tulipán tiene una historia mucho más impresionante y documentada que cualquier otro virus vegetal, la comprensión de que se trataba de una enfermedad vegetal transmisible, por no hablar de un virus, llegó sorprendentemente tarde: una década después del final de la Primera Guerra Mundial. Para los fitopatólogos de la época, «virus vegetal» era casi sinónimo del virus del grabado del tabaco, que se había descubierto en 1897, poco después de que la bacteriología se estableciera como materia académica. Dado que las principales características del virus del grabado del tabaco son que daña las hojas y las flores de la planta, atrofia el crecimiento y disminuye la cantidad y la calidad de la cosecha, resulta desconcertante para muchos académicos y científicos que pasaran veinte años más antes de que se sospechara siquiera que la «rotura» era inducida por un virus.

## Descubrimiento de patógenos
A mediados de la década de 1920, la bioquímica empezaba a despuntar y su impacto se dejó sentir en la investigación sobre los virus. Finalmente, fue una serie de experimentos de manipulación de bulbos iniciados en 1928 por Dorothy Cayley en la Institución Hortícola John Innes de Merton, al sur de Londres (Inglaterra), lo que condujo al descubrimiento del virus. El registro de los experimentos de Cayley se conserva en la sede actual de la Institución, en Norfolk. Caley descubrió que transfiriendo mecánicamente tejido infectado de bulbos rotos a bulbos sanos durante su estado latente, también se transfería el virus que causaba la rotura de color. Estos experimentos se perfeccionaron hasta cantidades ínfimas, lo que la llevó a concluir correctamente que la «infección por virus o enzimas» era transmisible por la savia, probablemente transferida por un insecto, y que el grado de rotura era proporcional a la cantidad de tejido infectado introducido.
Finalmente se demostró que el virus era transferido de forma no persistente por al menos cuatro especies de áfidos, concretamente Myzus persicae (el más eficaz), Macrosiphum euphorbiae, Aphis fabae y Aphis gossypii. McKenny-Hughes informó en 1934 de que Dysaphis tulipae transmitía el virus entre bulbos de tulipán almacenados, pero esto no se ha confirmado. La transferencia del virus es no persistente, lo que significa que se realiza a través de la alimentación del insecto. En la transmisión no persistente, los virus se adhieren a la punta distal del estilete de las piezas bucales del insecto, de modo que la siguiente planta de la que se alimenta es inoculada con el virus. El virus no afecta a la semilla que produce un bulbo, sólo al bulbo en sí, a sus hojas y flores, y a sus hijas.
No fue hasta la década de 1960 cuando se demostró que el TBV tenía partículas filamentosas flexuosas (que en su mayoría medían unos 12×750 nm) y finalmente se demostró que era un virus. Ahora se ha secuenciado el código genético del TBV y el virus se reconoce como miembro del género Potyvirus (familia Potyviridae). Se sigue perfeccionando la comprensión de la diversidad genética de los virus que causan síntomas similares. Al igual que otros miembros del género, ahora se detecta e identifica fácilmente mediante técnicas serológicas, moleculares y ópticas.

## Cepas virales
Por el tipo y la gravedad de los síntomas que causan, se han determinado dos cepas distintas del virus: el virus de la rotura severa del tulipán (STBV) y el virus de la rotura leve del tulipán (MTBV). En determinadas variedades, el STBV causa la rotura completa o rotura clara, que se produce cuando, debido a la falta de antocianina, el pigmento presente en las células superficiales del cromoplasto se desvanece y el color más claro (blanco o amarillo) del mesófilo interno queda expuesto, apareciendo en forma de rayas irregulares o finas plumas. En las mismas variedades, el MTBV causa la auto rotura o rotura oscura, que se produce porque las antocianinas se forman en exceso, por lo que el color en las células epidérmicas se intensifica en vetas oscuras o motas y espirales alargadas. La rotura suele producirse a lo largo de los bordes y la parte superior de pétalos y sépalos. El tipo más común de rotura encontrado en plantas infectadas de forma natural, denominado rotura media, está causado por la infección con una mezcla de STBV y MTBV; tanto los síntomas de rotura clara como de rotura oscura están presentes, junto con algunas zonas sin rotura, en diferentes partes del mismo pétalo. Las plantas infectadas con una mezcla de cepas cuando son jóvenes pueden mostrar ambos efectos, con síntomas de rotura luminosa restringidos a la parte basal del pétalo y graves efectos de rotura oscura en las partes superiores. Posteriormente se descubrió que algunas variedades eran incapaces de presentar rotura luminosa y siempre mostraban síntomas de rotura oscura independientemente de si estaban infectadas con STBV o MTBV o con una mezcla de ambas cepas.  Aunque todavía pueden infectarse, las variedades de flores blancas y amarillas son incapaces de romper ya que carecen de antocianinas; su color está determinado por plástidos incoloros o amarillos en el mesófilo. Otros síntomas externos pueden incluir el moteado de las hojas.

## Distribución
El control del virus es notoriamente difícil. Su distribución es mundial y se han registrado casos en todas las regiones templadas donde se cultivan tulipanes; es especialmente común en el sur de Europa, donde los áfidos vectores abundan al principio de la temporada de crecimiento. La transmisión del virus por los pulgones causa anualmente millones de dólares de daños en el sector de los bulbos de flor. Los aceites minerales y los piretroides se aplican semanalmente durante la temporada de crecimiento para disminuir la transmisión del virus en los bulbos de flor, y los proyectos de investigación actuales intentan conocer el riesgo de transmisión no persistente del virus en relación con la dinámica de la población de pulgones.
Más recientemente, se realizó un seguimiento de la dinámica de población de los pulgones en campos de tulipanes durante tres temporadas de cultivo. Simultáneamente, se investigó experimentalmente el periodo de transmisión del TBV por los áfidos, exponiendo pequeñas parcelas de tulipanes durante intervalos específicos a la presencia natural de áfidos. Por último, se correlacionó el momento de la propagación del virus con la dinámica de la población de áfidos y las condiciones meteorológicas. En 2007 se descubrió que la transmisión del TBV comenzó en abril, mientras que los primeros pulgones no se encontraron hasta mayo. Aparentemente, los primeros pulgones de la temporada ya habían contribuido, en gran medida, a la transmisión del virus, que se observó localmente en las parcelas de tulipanes. Además, se identificó un segundo aislado del TBV, aunque distinto, lo que dio lugar al diseño de un ensayo mejorado de detección del TBV. Estos resultados deberían permitir la formulación de directrices de protección de cultivos que se ajusten al riesgo de transmisión del virus, lo que ayudará a disminuir los daños medioambientales causados por los pesticidas.
En un esfuerzo por restringir el virus, Estados Unidos, Gran Bretaña y otros países prohíben la venta comercial de bulbos rotos o de bulbos que se sepa que están infectados por el virus. Dado que los bulbos infectados por el TBV degeneran gradualmente, el virus puede reducirse al mínimo retirando y destruyendo rápidamente los bulbos «rotos» antes de que los pulgones propaguen el virus a otros bulbos o se produzca una contaminación cruzada de los lirios huéspedes.

## Tulipanes rotos hoy
Hoy en día, los tulipanes como Rem's Sensation que muestran un efecto «roto» son variantes estables y el resultado de la cría, no de la infección viral, aunque muchos aficionados a los tulipanes consideran que estas variantes «modernas» son un pobre sustituto en comparación con los raros cultivares extinguidos hace tiempo como Semper Augustus. Las variedades modernas de tulipanes infectadas con el virus son frágiles, y suelen ser mucho más pequeñas que las floraciones sanas normales, con una longitud de tallo reducida. Sólo existen unas pocas variedades de tulipanes más antiguas, verdaderamente «rotas», como Zomerschoon, pero sólo porque los peores aspectos del virus se han mantenido benignos. Uno de estos ejemplos es el raro Absalon, que data de 1780; una variedad de color «extraño», muestra llamas doradas sobre un fondo marrón chocolate oscuro.

## Lectura adicional
- Garber, Peter M. (1989), «Tulipmania», Journal of Political Economy 97 (3): 535-560, JSTOR 1830454, S2CID 222435339, doi:10.1086/261615.
- «Tulip breaking or mosaic». Report on Plant Disease 634. Department of Crop Sciences, University of Illinois, Urbana-Champaign. Sep 1990. Archivado desde el original el 25 de mayo de 2013. Consultado el 18 March 2014.
- Beckerman, Janna (April 18, 2011). «Tulip Break Virus». Purdue University: Plant and Pest Diagnostic Laboratory. Archivado desde el original el 18 March 2014. Consultado el 18 March 2014.
- «Tulip breaking: past, present, and future». Plant Disease 84 (10): 1052-1060. 2000. PMID 30831892. doi:10.1094/PDIS.2000.84.10.1052.
- «Diseases of Tulip». Handbook of Florists' Crops Diseases. Handbook of Plant Disease Management. 2018. pp. 1313-37. ISBN 978-3-319-39668-2. doi:10.1007/978-3-319-39670-5_49.
- «First Report of Tulip band breaking virus in Mosaic Diseased Tulip in Japan.». Plant Disease 86 (12): 1405. 2002. PMID 30818458. doi:10.1094/PDIS.2002.86.12.1405A.